# Ernst Ludwig Heuss
Ernst Ludwig Heuss (* 5. August 1910 in Schöneberg; † 14. Februar 1967 in Lörrach) war ein deutscher Angehöriger einer Widerstandsbewegung zur Zeit des Nationalsozialismus und nach Kriegsende Unternehmer. Er war der Sohn des späteren deutschen Bundespräsidenten Theodor Heuss und dessen Ehefrau Elly Heuss-Knapp.

## Leben
Ernst Ludwig Heuss war das einzige Kind der seit dem 11. April 1908 verheirateten Eltern. Durch Komplikationen bei seiner Geburt wäre die Mutter beinahe gestorben. Ernst Ludwig Heuss wurde in Berlin-Schöneberg getauft. Sein Rufname war in Jugendjahren „Lulu“ – nach der Dichterin und Schriftstellerin Lulu von Strauß und Torney, einer Freundin von Theodor Heuss – später nannten ihn seine Freunde „Lutz“. Seine Kindheit verbrachte er in Heilbronn. Ab 1919 lebte die Familie wieder in Berlin, wo Ernst Ludwig das Helmholtz-Realgymnasium und das Reformrealgymnasium in Berlin-Friedenau besuchte. Die letzten vier Schuljahre verbrachte er im Landschulheim am Solling bei Holzminden an der Weser, einer freien Schulgemeinde, wo er 1930 die Reifeprüfung ablegte.

### 1930–1945
Von 1930 bis 1936 studierte er an den Universitäten Berlin, Heidelberg und Bonn Rechts- und Staatswissenschaften. Am 29. April 1937 legte er seine Dissertation vor. Da eine Karriere im juristischen Staatsdienst aussichtslos war, weil er wie seine Eltern den Nationalsozialismus offen ablehnte, verlegte er sich anschließend auf eine kaufmännische Tätigkeit. Von Dezember 1938 bis zum 28. August 1939 arbeitete er als Abteilungsleiter bei der Deutschen Handelskammer London. Nach Beginn des Zweiten Weltkriegs wurde er zunächst Referent, dann Leiter der Abteilung „Schuhverteilung“ der in Berlin angesiedelten „Reichsstelle für Lederwirtschaft“. In dieser Funktion war er verantwortlich für die Verteilung des gesamten erzeugten und eingeführten Zivilschuhwerks.
Ernst Ludwig Heuss unterstützte während des Dritten Reiches viele vom NS-Regime Verfolgte, darunter Annemarie Wolff-Richter. Er half der Leiterin einer Berliner Heilerziehungsstätte für geistig Behinderte („Psychopathenheim“) bei der Flucht aus Deutschland. Zudem war er bei der Sicherstellung von Vermögenswerten einer Reihe jüdischer Freunde aktiv beteiligt und leistete Kurierdienste für Kreise der deutschen Emigration und der Bekennenden Kirche.
Während seiner Tätigkeit in Berlin gehörte er mit Willy Hintze, Horst von Einsiedel, Carl Dietrich von Trotha und Gerd von Eynern zu einem Netzwerk antifaschistisch gesinnter Mitarbeiter in anderen Bewirtschaftungsstellen. Seit 1943 stand er in ständiger Verbindung mit dem Goerdeler-Kreis durch Fritz Elsas, Julius Leber, Klaus Bonhoeffer und Ernst von Harnack. Im Herbst 1943 überzeugte er seinen Vater, das laufend durch die Alliierten bombardierte Berlin zu verlassen und nach Heidelberg umzusiedeln. Ernst Ludwig selbst blieb zunächst in Berlin, auch um das Elternhaus vor Brandstiftung und Ausplünderung zu sichern.
Heuss hatte in Berlin Kontakte zum Solf-Kreis, der wiederum im Kontakt zu anderen Widerstandsgruppen stand und vor allem verfolgten Juden half. Während Elisabeth von Thadden, eine Pädagogin, die das Evangelische Landerziehungsheim in Heidelberg gegründet hatte, am 8. September 1944 von den Nationalsozialisten hingerichtet wurde, konnten Hanna Solf und ihre Tochter Lagi von Ballestrem nur durch Bemühungen von Ernst Ludwig Heuss kurz vor ihrem in den letzten Kriegstagen im April 1945 anberaumten Prozess aus der Haftanstalt Moabit befreit werden.
Von Emmi Bonhoeffer, der Frau des noch kurz vor Kriegsende in der Nacht vom 22. zum 23. April 1945 hingerichteten Widerstandskämpfers Klaus Bonhoeffer – einem Bruder Dietrich Bonhoeffers –, ist über die letzten Lebenstage ihres Mannes folgende Aussage belegt: „Zwei Tage vor seinem Tod habe ich meinen Mann zum letzten Mal gesehen. Einen Tag vor seinem Tod ist seine Schwester Ursula Schleicher noch mal zum Gefängnis gefahren. Ich fuhr nicht mit, weil Lutz Heuss bei mir gewesen war und angekündigt hatte: Morgen hole ich Deinen Mann.“

### 1945–1967
Nach Kriegsende heiratete Ernst Ludwig Heuss am 4. August 1945 Hanne Elsas, eine der Töchter des am 4. Januar 1945 ermordeten Widerständlers und Theodor-Heuss-Freundes Fritz Elsas. Gemeinsam hatten sie eine Tochter, Barbara (* 1947). Nach dem Suizid seiner ersten Frau im Jahr 1958 heiratete er am 9. Mai 1959 Ursula Heuss-Wolff (1929–2009), die Tochter von Annemarie Wolff-Richter. 1961 kam der Sohn Ludwig Theodor Heuss zur Welt. Ernst Ludwig Heuss wurde 1946 Direktor der „Wybert GmbH“ in Lörrach, später auch der daraus entstandenen „GABA AG“ in Basel, einem Hersteller von Mund- und Zahnpflegeprodukten, heute vereint zur GABA-Gruppe unter dem Dach der Colgate-Palmolive. Für diese Firma war seine Mutter – vermittelt durch den Cousin Hermann Geiger, Inhaber der Firma Wybert – bereits vor dem Krieg als Werbetexterin tätig gewesen. Er wohnte nun mit seiner Familie im Lörracher Ortsteil Tumringen, wo ihn der Vater Theodor häufig besuchte. In seine Zeit als Leiter des Unternehmens fällt unter anderem die Entwicklung der bekannten elmex-Zahnpasta.
Nach dem Tod seines Vaters gehörte Ernst Ludwig Heuss 1964 zu den Mitbegründern der Theodor-Heuss-Stiftung. Zunächst hatte er unter Beteiligung des Landes Baden-Württemberg eine Heuss-Library geplant. Um den Zugriff des Koblenzer Bundesarchivs auf den politischen Teil des Theodor-Heuss-Nachlasses zu gewährleisten, wurde jedoch 1964 auf Vorschlag des damaligen baden-württembergischen Justizministers Wolfgang Haußmann die Stiftung Theodor-Heuss-Archiv in Stuttgart ins Leben gerufen. Ernst Ludwig Heuss gehörte zu den Vorstandsmitgliedern des Kuratoriums dieser 1971 wieder aufgelösten Archiv-Stiftung. Von 1965 bis 1967 war er Mitglied des Beirats der Friedrich-Naumann-Stiftung für die Freiheit.
Ernst Ludwig Heuss starb am 14. Februar 1967 in Lörrach an einem Schlaganfall und wurde auf dem Lörracher Hauptfriedhof beigesetzt.